# Auguste Isnard
Auguste Isnard, né le 22 décembre 1856 à Philippeville (aujourd'hui Skikda, en Algérie) et décédé le 6 novembre 1919 à Bordeaux (Gironde), est un homme politique français.

## Biographie
Fils d'un déporté politique à la suite du coup d’État de 1851, il est avocat à Bordeaux puis à Brest. Il est député du Finistère de 1898 à 1906, siégeant au groupe radical-socialiste. Il est secrétaire de la Chambre de 1902 à 1904. Il s'intéresse surtout aux questions de marine militaire et au port de Brest.

### Sources
- « Auguste Isnard », dans le Dictionnaire des parlementaires français (1889-1940), sous la direction de Jean Jolly, PUF, 1960 [détail de l’édition]